# Kemono to chat
Kemono to chat (けものとチャット?, Kemono to chatto) è un manga yonkoma di Takayuki Mizushina. Pubblicato sulla rivista Manga Kurabu Original dall'editore Takeshobo dal 2005, ne è stata prodotta un'animazione dallo studio Usagi.Ou, uscita nell'ottobre 2009.

## Trama
Cresciuta fin da bambina in compagnia dei gatti del quartiere, Chacha ha appreso la lingua dei felini. Preferendo tenere nascosta la sua abilità, Chacha è comunque oggetto delle attenzioni dei gatti di cui è paladina. Unica a conoscenza del suo segreto è l'amica Mito, cui, entusiasta del dono della liceale, non resta che inseguire Chacha sperando di poter apprendere un giorno la sua abilità. Unici ostacoli alla segretezza cui aspira Chacha sono la presidente del consiglio studentesco, apparentemente ostile a Chacha e ai suoi protetti ed in realtà una grande amante dei gatti, e i gatti stessi, invadenti e molesti, capaci di mettere naso nelle faccende della loro beniamina per creare solo altro scompiglio.

## Personaggi

Chacha e i gatti suoi fan

Chacha Kenomoto (毛野本 茶々?, Kenomoto Chacha)
Doppiata da Maaya Sakamoto
Cresciuta fin da infante assieme ai gatti, ha finito coll'apprenderne la lingua. Ben poco entusiasta del suo dono dopo aver scoperto le futilità argomento dei felini e i loro commenti poco lusinghieri al suo fisico, Chacha è diventata ad ogni modo la star dei gatti di quartiere, al punto di ricevere quotidianamente in regalo il frutto delle cacce dei suoi ammiratori o numerose richieste di matrimonio oltre ogni barriera animale.
Mito Azuma (東 深冬?, Azuma Mito)
Doppiata da Sayuri Yahagi
Compagna di classe di Chacha, Mito ammira moltissimo la capacità di Chacha, al punto da cimentarsi lei stessa nell'apprendimento della lingua dei felini, ma senza alcun risultato. Il grande amore che dimostra ai gatti, non viene apprezzato da questi ultimi che si vedono costretti a fuggire la giovane disposta ad abbracciarli sino a togliere loro il fiato.
Sadako Shino (篠 定子?, Shino Sadako)
Doppiata da Kana Ueda
Presidente del consiglio studentesco, dovendosi mostrare alunna modello e responsabile dell'ordine scolastico, Sadako richiama quasi quotidianamente Chacha per via dei felini che infestano l'istituto, suoi ammiratori. In realtà grande amante dei gatti, invidia molto il dono della compagna di scuola.